# Somebody (serie televisiva)
Somebody (썸바디?, SseombadiLR) è una serie televisiva sudcoreana distribuita su Netflix il 18 novembre 2022.

## Trama
Kim Sum è la sviluppatrice dell'app di social media Somebody, che un giorno rimane coinvolta in un caso di omicidio.

## Personaggi e interpreti
- Sung Yun-oh, interpretato da Kim Young-kwang
- Kim Sum, interpretata da Kang Hae-lim
- Im Mok-won, interpretata da Kim Yong-ji
- Yeong Gi-eun, interpretata da Kim Su-yeon